# Ernst Christian Wilhelm Ludwig von Kurowski
Ernst Christian Wilhelm Ludwig von Kurowski (* 23. August 1766 in Bartenstein; † 14. Juni 1831 in Königsberg) war ein preußischer Generalmajor und Besitzer des Gutes Rothgerken, dass er kurz vor seinem Tod an August Wilhelm Lobach verkaufte.

## Leben

### Herkunft
Die Familie Kurowski kam aus Polen nach Preußen. Schon ein Johann Christoph von Kurowski († 1725) war 1694 Rittmeister unter dem Kurfürsten Friedrich III. Seine Eltern waren Johann Ernst von Kurowski (* 1739) und dessen Ehefrau Joanne Luise Maria, geborene von Hohendorff. Sein Vater war Erbherr auf Groß-Schwaraunen (Kreis Bartenstein) sowie Kapitän a. D. des Infanterieregiments Nr. 14. Sein Bruder Friedrich Moritz († 1832) nahm als Major seinen Abschied.

### Militärkarriere
Kurowski kam im Jahr 1781 als Gefreitenkorporal in das Infanterieregiment „von Zastrow“ der Preußischen Armee. Dort wurde er am 10. Juni 1782 Portepeefähnrich, am 30. Juli 1783 Fähnrich und am 2. Dezember 1786 Sekondeleutnant. Während der Mobilmachung am 12. Mai 1790 wurde er 2. Adjutant seines Regimentschefs, General von Voß, 1791 kam er in das Regiment zurück. Am 3. November 1793 stieg er zum Premierleutnant auf und kam am 3. Mai 1794 als Generaladjutant zum neuen Regimentschef Friedrich von Holstein-Beck. 1794/95 nahm er am Feldzug in Polen teil und kämpfte in den Gefechten bei Wilkowist und Gawnicki. Dafür erhielt er am 2. November 1794 den Orden Pour le Mérite. Am 5. Juni 1795 wurde er zum Stabskapitän befördert und am 14. Oktober 1796 kam er wieder zurück ins Regiment. Am 25. Juni 1802 wurde er zum Kapitän befördert sowie zum Kompaniechef im Regiment ernannt. Während des Vierten Koalitionskrieges nahm er an der Schlacht bei Preußisch Eylau teil, war bei der Beschießung von Thorn und kämpfte in den Gefechten bei Lomitten, Gollau und Königsberg. Für Königsberg erhielt er den Orden des Heiligen Wladimir.
Nach dem Frieden von Tilsit wurde er am 9. Mai 1807 zum Major befördert und am 28. August 1807 wurde er Kommandeur des Grenadierbataillons „Schlieben“, welches aus den Grenadierkompanien des 1. und 2. Ostpreußischen Infanterie-Regiments bestand. Kurowski erhielt am 13. August 1811 seinen Abschied mit dem Charakter eines Oberstleutnants sowie ein Gnadengehalt von 500 Talern. Zudem wurde er für einen Posten bei der Post vorgemerkt, aber schon am 14. November 1811 kam er als Brigadier der Garnisons- und Provinzial-Invaliden-Kompanien nach Preußen. Am 3. Juni 1815 wurde er zum Oberst und Inspekteur der Invaliden in Preußen befördert. Am 14. April 1820 wurde er mit Gehalt inaktiv gestellt. Am 20. Mai 1820 erhielt er dann seinen Abschied mit 800 Talern Pension und am 26. September 1820 den Charakter eines Generalmajors. Er starb am 14. Juni 1831 in Königsberg.

### Familie
Kurowski heiratete am 17. Mai 1793 in Königsberg Johann Friederike Meyer (1767–1836), eine Tochter des Predigers Meyer († vor 1793). Das Paar hatte mehrere Kinder:
- Johanna Friederike (1794–1859) ⚭ 1840 Ludwig von Negelein (1784–1862)
- Johanna Mathilde Cäcilie (1795–1871) ⚭ 1820 Wilhelm Philipp Friedrich von Schauroth (1777–1844), preußischer Oberstleutnant[2]
- Ernst (1798–1841), preußischer Kapitän im Kaiser Alexander Grenadier-Regiment
- Henriette Franziska (* 1801) ⚭ Ernst von Portatius (1797–1827)
- Friedrich Alexander (1802–1838), Leutnant
- Gustav Albert (1803–1883), Oberstleutnant a. D., zuletzt im 1. Infanterie-Regiment ⚭ Friederike Louise Auguste von St. Ingbrecht (1815–1855)